# Lista över fornlämningar i Lysekils kommun (Bro)
Lista över fornlämningar i Lysekils kommun (Bro) är en förteckning av ett urval av de fornlämningar som finns i Bro i Lysekils kommun.
| Namn                                 | Lämningstyp                      | Tillkomsttid | Historisk indelning | Plats | Läge                 | ID-nr          | Bild                                      |
| ------------------------------------ | -------------------------------- | ------------ | ------------------- | ----- | -------------------- | -------------- | ----------------------------------------- |
| Bro 1:1                              | Hällristning                     |              | Bro, Bohuslän       |       | 58.430773, 11.476638 | 10154000010001 | Ladda upp en bild av detta fornminne      |
| Bro 1:2                              | Hällristning                     |              | Bro, Bohuslän       |       | 58.430869, 11.476814 | 10154000010002 | Ladda upp en bild av detta fornminne      |
| Bro 1:3                              | Hällristning                     |              | Bro, Bohuslän       |       | 58.430964, 11.476790 | 10154000010003 | Ladda upp en bild av detta fornminne      |
| Bro 1:4                              | Stensättning                     |              | Bro, Bohuslän       |       | 58.430628, 11.476771 | 10154000010004 | Ladda upp en bild av detta fornminne      |
| Bro 2:1                              | Hällristning                     |              | Bro, Bohuslän       |       | 58.430798, 11.477969 | 10154000020001 | Ladda upp en bild av detta fornminne      |
| Bro 2:2                              | Hällristning                     |              | Bro, Bohuslän       |       | 58.430798, 11.477969 | 10154000020002 | Ladda upp en bild av detta fornminne      |
| Bro 2:3                              | Hällristning                     |              | Bro, Bohuslän       |       | 58.430798, 11.477969 | 10154000020003 | Ladda upp en bild av detta fornminne      |
| Bro 2:4                              | Hällristning                     |              | Bro, Bohuslän       |       | 58.430798, 11.477969 | 10154000020004 | Ladda upp en bild av detta fornminne      |
| Bro 2:5                              | Hällristning                     |              | Bro, Bohuslän       |       | 58.430931, 11.477765 | 10154000020005 | Ladda upp en bild av detta fornminne      |
| Bro 3:1                              | Hällristning                     |              | Bro, Bohuslän       |       | 58.430998, 11.478288 | 10154000030001 | Ladda upp en bild av detta fornminne      |
| Bro 3:2                              | Hällristning                     |              | Bro, Bohuslän       |       | 58.431203, 11.478514 | 10154000030002 | Ladda upp en bild av detta fornminne      |
| Bro 3:3                              | Hällristning                     |              | Bro, Bohuslän       |       | 58.430998, 11.478288 | 10154000030003 | Ladda upp en bild av detta fornminne      |
| Bro 3:4                              | Hällristning                     |              | Bro, Bohuslän       |       | 58.430998, 11.478288 | 10154000030004 | Ladda upp en bild av detta fornminne      |
| Bro 3:5                              | Hällristning                     |              | Bro, Bohuslän       |       | 58.430875, 11.478478 | 10154000030005 | Ladda upp en bild av detta fornminne      |
| Bro 3:6                              | Hällristning                     |              | Bro, Bohuslän       |       | 58.430781, 11.478293 | 10154000030006 | Ladda upp en bild av detta fornminne      |
| Bro 3:8                              | Hällristning                     |              | Bro, Bohuslän       |       | 58.430992, 11.478724 | 10154000030008 | Ladda upp en bild av detta fornminne      |
| Bro 3:10                             | Hällristning                     |              | Bro, Bohuslän       |       | 58.430660, 11.478596 | 10154000030010 | Ladda upp en bild av detta fornminne      |
| Bro 4:1                              | Hällristning                     |              | Bro, Bohuslän       |       | 58.431427, 11.478905 | 10154000040001 | Ladda upp en bild av detta fornminne      |
| Bro 5:1                              | Hällristning                     |              | Bro, Bohuslän       |       | 58.431902, 11.479120 | 10154000050001 | Ladda upp en bild av detta fornminne      |
| Bro 6:1                              | Hällristning                     |              | Bro, Bohuslän       |       | 58.431935, 11.480093 | 10154000060001 | Ladda upp en bild av detta fornminne      |
| Bro 7:1                              | Hällristning                     |              | Bro, Bohuslän       |       | 58.431841, 11.480499 | 10154000070001 | Ladda upp en bild av detta fornminne      |
| Bro 7:2                              | Hällristning                     |              | Bro, Bohuslän       |       | 58.431876, 11.480717 | 10154000070002 | Ladda upp en bild av detta fornminne      |
| Bro 7:3                              | Hällristning                     |              | Bro, Bohuslän       |       | 58.431710, 11.480584 | 10154000070003 | Ladda upp en bild av detta fornminne      |
| Bro 8:1                              | Hällristning                     |              | Bro, Bohuslän       |       | 58.431731, 11.481215 | 10154000080001 | Ladda upp en bild av detta fornminne      |
| Bro 9:1                              | Hällristning                     |              | Bro, Bohuslän       |       | 58.431220, 11.479170 | 10154000090001 | Ladda upp en bild av detta fornminne      |
| Bro 10:1                             | Hällristning                     |              | Bro, Bohuslän       |       | 58.431996, 11.485208 | 10154000100001 | Ladda upp en bild av detta fornminne      |
| Bro 10:2                             | Hällristning                     |              | Bro, Bohuslän       |       | 58.431996, 11.485208 | 10154000100002 | Ladda upp en bild av detta fornminne      |
| Bro 10:3                             | Hällristning                     |              | Bro, Bohuslän       |       | 58.431996, 11.485208 | 10154000100003 | Ladda upp en bild av detta fornminne      |
| Bro 10:4                             | Hällristning                     |              | Bro, Bohuslän       |       | 58.431996, 11.485208 | 10154000100004 | Ladda upp en bild av detta fornminne      |
| Bro 10:5                             | Hällristning                     |              | Bro, Bohuslän       |       | 58.431996, 11.485208 | 10154000100005 | Ladda upp en bild av detta fornminne      |
| Bro 10:6                             | Hällristning                     |              | Bro, Bohuslän       |       | 58.431996, 11.485208 | 10154000100006 | Ladda upp en bild av detta fornminne      |
| Bro 12:1                             | Hällristning                     |              | Bro, Bohuslän       |       | 58.432288, 11.485123 | 10154000120001 | Ladda upp en bild av detta fornminne      |
| Bro 12:2                             | Hällristning                     |              | Bro, Bohuslän       |       | 58.432288, 11.485123 | 10154000120002 | Ladda upp en bild av detta fornminne      |
| Bro 12:4                             | Hällristning                     |              | Bro, Bohuslän       |       | 58.432185, 11.484982 | 10154000120004 | Ladda upp en bild av detta fornminne      |
| Bro 13:1                             | Hällristning                     |              | Bro, Bohuslän       |       | 58.432920, 11.484942 | 10154000130001 | Ladda upp en bild av detta fornminne      |
| Bro 13:2                             | Hällristning                     |              | Bro, Bohuslän       |       | 58.432884, 11.485204 | 10154000130002 | Ladda upp en bild av detta fornminne      |
| Bro 14:1                             | Hällristning                     |              | Bro, Bohuslän       |       | 58.433607, 11.482867 | 10154000140001 | Ladda upp en bild av detta fornminne      |
| Bro 14:2                             | Hällristning                     |              | Bro, Bohuslän       |       | 58.433605, 11.482645 | 10154000140002 | Ladda upp en bild av detta fornminne      |
| Bro 15:1                             | Hällristning                     |              | Bro, Bohuslän       |       | 58.436450, 11.487984 | 10154000150001 | Ladda upp en bild av detta fornminne      |
| Bro 16:1                             | Hällristning                     |              | Bro, Bohuslän       |       | 58.430578, 11.477485 | 10154000160001 | Ladda upp en bild av detta fornminne      |
| Bro 16:2                             | Hällristning                     |              | Bro, Bohuslän       |       | 58.430550, 11.477197 | 10154000160002 | Ladda upp en bild av detta fornminne      |
| Bro 19:1                             | Hällristning                     |              | Bro, Bohuslän       |       | 58.434156, 11.490311 | 10154000190001 | Ladda upp en bild av detta fornminne      |
| Bro 19:2                             | Hällristning                     |              | Bro, Bohuslän       |       | 58.434156, 11.490311 | 10154000190002 | Ladda upp en bild av detta fornminne      |
| Bro 19:3                             | Hällristning                     |              | Bro, Bohuslän       |       | 58.434156, 11.490311 | 10154000190003 | Ladda upp en bild av detta fornminne      |
| Bro 19:4                             | Hällristning                     |              | Bro, Bohuslän       |       | 58.434156, 11.490311 | 10154000190004 | Ladda upp en bild av detta fornminne      |
| Bro 20:1                             | Hällristning                     |              | Bro, Bohuslän       |       | 58.419798, 11.456650 | 10154000200001 | Ladda upp en bild av detta fornminne      |
| Bro 21:1                             | Hällristning                     |              | Bro, Bohuslän       |       | 58.420175, 11.456894 | 10154000210001 | Ladda upp en bild av detta fornminne      |
| Bro 21:2                             | Hällristning                     |              | Bro, Bohuslän       |       | 58.420034, 11.456567 | 10154000210002 | Ladda upp en bild av detta fornminne      |
| Bro 21:3                             | Hällristning                     |              | Bro, Bohuslän       |       | 58.420026, 11.456484 | 10154000210003 | Ladda upp en bild av detta fornminne      |
| Bro 21:4                             | Hällristning                     |              | Bro, Bohuslän       |       | 58.420026, 11.456484 | 10154000210004 | Ladda upp en bild av detta fornminne      |
| Bro 22:1                             | Hällristning                     |              | Bro, Bohuslän       |       | 58.420024, 11.458232 | 10154000220001 | Ladda upp en bild av detta fornminne      |
| Bro 22:2                             | Hällristning                     |              | Bro, Bohuslän       |       | 58.420036, 11.458848 | 10154000220002 | Ladda upp en bild av detta fornminne      |
| Bro 23:1                             | Hällristning                     |              | Bro, Bohuslän       |       | 58.421215, 11.459129 | 10154000230001 | Ladda upp en bild av detta fornminne      |
| Bro 24:1                             | Hällristning                     |              | Bro, Bohuslän       |       | 58.422805, 11.464312 | 10154000240001 | Ladda upp en bild av detta fornminne      |
| Bro 25:1                             | Hällristning                     |              | Bro, Bohuslän       |       | 58.412462, 11.467158 | 10154000250001 | Ladda upp en bild av detta fornminne      |
| Bro 26:1                             | Hällristning                     |              | Bro, Bohuslän       |       | 58.411769, 11.459885 | 10154000260001 | Ladda upp en bild av detta fornminne      |
| Bro 26:2                             | Hällristning                     |              | Bro, Bohuslän       |       | 58.411590, 11.459687 | 10154000260002 | Ladda upp en bild av detta fornminne      |
| Bro 26:3                             | Hällristning                     |              | Bro, Bohuslän       |       | 58.411622, 11.459108 | 10154000260003 | Ladda upp en bild av detta fornminne      |
| Bro 27:1                             | Hällristning                     |              | Bro, Bohuslän       |       | 58.410761, 11.457541 | 10154000270001 | Ladda upp en bild av detta fornminne      |
| Bro 27:2                             | Hällristning                     |              | Bro, Bohuslän       |       | 58.410794, 11.457570 | 10154000270002 | Ladda upp en bild av detta fornminne      |
| Bro 27:3                             | Hällristning                     |              | Bro, Bohuslän       |       | 58.410775, 11.457406 | 10154000270003 | Ladda upp en bild av detta fornminne      |
| Bro 27:4                             | Hällristning                     |              | Bro, Bohuslän       |       | 58.410775, 11.457406 | 10154000270004 | Ladda upp en bild av detta fornminne      |
| Bro 28:1                             | Hällristning                     |              | Bro, Bohuslän       |       | 58.407728, 11.455602 | 10154000280001 | Ladda upp en bild av detta fornminne      |
| Bro 29:1                             | Hällristning                     |              | Bro, Bohuslän       |       | 58.410857, 11.456294 | 10154000290001 | Ladda upp en bild av detta fornminne      |
| Bro 30:1                             | Hällristning                     |              | Bro, Bohuslän       |       | 58.412653, 11.430177 | 10154000300001 | Ladda upp en bild av detta fornminne      |
| Bro 31:1                             | Hällristning                     |              | Bro, Bohuslän       |       | 58.411831, 11.427828 | 10154000310001 | Ladda upp en bild av detta fornminne      |
| Bro 32:1                             | Hällristning                     |              | Bro, Bohuslän       |       | 58.434630, 11.491004 | 10154000320001 | Ladda upp en bild av detta fornminne      |
| Bro 33:1                             | Hällristning                     |              | Bro, Bohuslän       |       | 58.473807, 11.562127 | 10154000330001 | Ladda upp en bild av detta fornminne      |
| Bro 33:2                             | Hällristning                     |              | Bro, Bohuslän       |       | 58.473753, 11.562218 | 10154000330002 | Ladda upp en bild av detta fornminne      |
| Bro 34:1                             | Hällristning                     |              | Bro, Bohuslän       |       | 58.482476, 11.553151 | 10154000340001 | Ladda upp en bild av detta fornminne      |
| Bro 35:1                             | Hällristning                     |              | Bro, Bohuslän       |       | 58.482688, 11.552539 | 10154000350001 | Ladda upp en bild av detta fornminne      |
| Bro 36:1                             | Röse                             |              | Bro, Bohuslän       |       | 58.345141, 11.360447 | 10154000360001 | Ladda upp en bild av detta fornminne      |
| Bro 36:2                             | Röse                             |              | Bro, Bohuslän       |       | 58.345260, 11.360157 | 10154000360002 | Ladda upp en bild av detta fornminne      |
| Bro 37:1                             | Röse                             |              | Bro, Bohuslän       |       | 58.364076, 11.373164 | 10154000370001 | Ladda upp en bild av detta fornminne      |
| Bro 38:1                             | Röse                             |              | Bro, Bohuslän       |       | 58.340661, 11.366086 | 10154000380001 | Ladda upp en bild av detta fornminne      |
| Bro 38:2                             | Röse                             |              | Bro, Bohuslän       |       | 58.340911, 11.365825 | 10154000380002 | Ladda upp en bild av detta fornminne      |
| Bro 38:3                             | Röse                             |              | Bro, Bohuslän       |       | 58.340884, 11.365607 | 10154000380003 | Ladda upp en bild av detta fornminne      |
| Bro 39:1                             | Röse                             |              | Bro, Bohuslän       |       | 58.337362, 11.373533 | 10154000390001 | Ladda upp en bild av detta fornminne      |
| Bro 40:1                             | Röse                             |              | Bro, Bohuslän       |       | 58.364904, 11.378999 | 10154000400001 | Ladda upp en bild av detta fornminne      |
| Fyrvalen (Bro 41:1)                  | Röse                             |              | Bro, Bohuslän       |       | 58.357456, 11.382760 | 10154000410001 | Ladda upp en bild av detta fornminne      |
| Bro 42:1                             | Röse                             |              | Bro, Bohuslän       |       | 58.355599, 11.377492 | 10154000420001 | Ladda upp en bild av detta fornminne      |
| Bro 43:1                             | Röse                             |              | Bro, Bohuslän       |       | 58.354809, 11.377971 | 10154000430001 | Ladda upp en bild av detta fornminne      |
| Valeröset (Bro 44:1)                 | Röse                             |              | Bro, Bohuslän       |       | 58.353793, 11.404442 | 10154000440001 | Ladda upp en bild av detta fornminne      |
| Valeröset (Bro 44:2)                 | Röse                             |              | Bro, Bohuslän       |       | 58.353762, 11.404121 | 10154000440002 | Ladda upp en bild av detta fornminne      |
| Bro 45:1                             | Röse                             |              | Bro, Bohuslän       |       | 58.356268, 11.395971 | 10154000450001 | Ladda upp en bild av detta fornminne      |
| Bro 48:1                             | Röse                             |              | Bro, Bohuslän       |       | 58.364114, 11.416371 | 10154000480001 | Ladda upp en bild av detta fornminne      |
| Bro 49:1                             | Röse                             |              | Bro, Bohuslän       |       | 58.361145, 11.402464 | 10154000490001 | Ladda upp en bild av detta fornminne      |
| Bro 52:1                             | Stensättning                     |              | Bro, Bohuslän       |       | 58.410215, 11.481510 | 10154000520001 | Ladda upp en bild av detta fornminne      |
| Bro 53:1                             | Röse                             |              | Bro, Bohuslän       |       | 58.397401, 11.458815 | 10154000530001 | Ladda upp en bild av detta fornminne      |
| Bro 54:1                             | Hög                              |              | Bro, Bohuslän       |       | 58.407204, 11.463970 | 10154000540001 | Ladda upp en bild av detta fornminne      |
| Bro 59:1                             | Röse                             |              | Bro, Bohuslän       |       | 58.426358, 11.434260 | 10154000590001 | Ladda upp en bild av detta fornminne      |
| Bro 60:1                             | Röse                             |              | Bro, Bohuslän       |       | 58.427068, 11.434881 | 10154000600001 | Ladda upp en bild av detta fornminne      |
| Bro 60:2                             | Stensättning                     |              | Bro, Bohuslän       |       | 58.426960, 11.435055 | 10154000600002 | Ladda upp en bild av detta fornminne      |
| Bro 60:3                             | Stensättning                     |              | Bro, Bohuslän       |       | 58.426917, 11.435246 | 10154000600003 | Ladda upp en bild av detta fornminne      |
| Bro 60:4                             | Stensättning                     |              | Bro, Bohuslän       |       | 58.426914, 11.435439 | 10154000600004 | Ladda upp en bild av detta fornminne      |
| Bro 61:1                             | Röse                             |              | Bro, Bohuslän       |       | 58.429776, 11.436570 | 10154000610001 | Ladda upp en bild av detta fornminne      |
| Bro 62:1                             | Röse                             |              | Bro, Bohuslän       |       | 58.432332, 11.436177 | 10154000620001 | Ladda upp en bild av detta fornminne      |
| Bro 70:1                             | Röse                             |              | Bro, Bohuslän       |       | 58.424138, 11.454081 | 10154000700001 | Ladda upp en bild av detta fornminne      |
| Bro 73:1                             | Stenkrets                        |              | Bro, Bohuslän       |       | 58.427011, 11.459314 | 10154000730001 | Ladda upp en bild av detta fornminne      |
| Bro 81:1                             | Röse                             |              | Bro, Bohuslän       |       | 58.440182, 11.462436 | 10154000810001 | Ladda upp en bild av detta fornminne      |
| Bro 82:1                             | Röse                             |              | Bro, Bohuslän       |       | 58.440871, 11.461388 | 10154000820001 | Ladda upp en bild av detta fornminne      |
| Bro 95:1                             | Stensättning                     |              | Bro, Bohuslän       |       | 58.425157, 11.468115 | 10154000950001 | Ladda upp en bild av detta fornminne      |
| Bro 98:1                             | Röse                             |              | Bro, Bohuslän       |       | 58.441090, 11.481609 | 10154000980001 | Ladda upp en bild av detta fornminne      |
| Bro 98:2                             | Stensättning                     |              | Bro, Bohuslän       |       | 58.440947, 11.481609 | 10154000980002 | Ladda upp en bild av detta fornminne      |
| Bro 98:3                             | Röse                             |              | Bro, Bohuslän       |       | 58.441162, 11.482364 | 10154000980003 | Ladda upp en bild av detta fornminne      |
| Bro 99:1                             | Röse                             |              | Bro, Bohuslän       |       | 58.444179, 11.486293 | 10154000990001 | Ladda upp en bild av detta fornminne      |
| Bro 103:1                            | Gravfält                         |              | Bro, Bohuslän       |       | 58.431523, 11.484118 | 10154001030001 | Ladda upp en bild av detta fornminne      |
| Bro 107:1                            | Gravfält                         |              | Bro, Bohuslän       |       | 58.413109, 11.464351 | 10154001070001 | Ladda upp en bild av detta fornminne      |
| Bro 108:1                            | Gravfält                         |              | Bro, Bohuslän       |       | 58.412348, 11.468120 | 10154001080001 | Ladda upp en bild av detta fornminne      |
| Bro 113:1                            | Gravfält                         |              | Bro, Bohuslän       |       | 58.451964, 11.487055 | 10154001130001 | Ladda upp en bild av detta fornminne      |
| Röe borg (Bro 116:1)                 | Borg                             |              | Bro, Bohuslän       |       | 58.416185, 11.438687 | 10154001160001 | Ladda upp en till bild av detta fornminne |
| Bro 117:1                            | Stensättning                     |              | Bro, Bohuslän       |       | 58.412306, 11.452354 | 10154001170001 | Ladda upp en bild av detta fornminne      |
| Tingshögen (Bro 119:1)               | Hög                              |              | Bro, Bohuslän       |       | 58.416059, 11.476415 | 10154001190001 | Ladda upp en bild av detta fornminne      |
| Bro 124:1                            | Hög                              |              | Bro, Bohuslän       |       | 58.427319, 11.487008 | 10154001240001 | Ladda upp en bild av detta fornminne      |
| Broberg (Bro 125:1)                  | Borg                             |              | Bro, Bohuslän       |       | 58.418803, 11.484985 | 10154001250001 | Ladda upp en till bild av detta fornminne |
| Bro 127:1                            | Hög                              |              | Bro, Bohuslän       |       | 58.415057, 11.468516 | 10154001270001 | Ladda upp en bild av detta fornminne      |
| Bro 127:2                            | Stensättning                     |              | Bro, Bohuslän       |       | 58.415133, 11.468369 | 10154001270002 | Ladda upp en bild av detta fornminne      |
| Bro 128:1                            | Hög                              |              | Bro, Bohuslän       |       | 58.415128, 11.474469 | 10154001280001 | Ladda upp en bild av detta fornminne      |
| Bro 128:2                            | Hög                              |              | Bro, Bohuslän       |       | 58.414980, 11.474351 | 10154001280002 | Ladda upp en bild av detta fornminne      |
| Bro 128:3                            | Hög                              |              | Bro, Bohuslän       |       | 58.414842, 11.474265 | 10154001280003 | Ladda upp en bild av detta fornminne      |
| Bro 134:1                            | Husgrund, förhistorisk/medeltida |              | Bro, Bohuslän       |       | 58.427751, 11.495778 | 10154001340001 | Ladda upp en bild av detta fornminne      |
| Sköllborg (Skioldenborg) (Bro 155:1) | Fiskeläge                        |              | Bro, Bohuslän       |       | 58.349471, 11.360252 | 10154001550001 | Ladda upp en bild av detta fornminne      |
| Bro 156:1                            | Stenkammargrav                   |              | Bro, Bohuslän       |       | 58.382162, 11.409320 | 10154001560001 | Ladda upp en bild av detta fornminne      |
| Bro 163:1                            | Röse                             |              | Bro, Bohuslän       |       | 58.367358, 11.418215 | 10154001630001 | Ladda upp en bild av detta fornminne      |
| Bro 163:2                            | Röse                             |              | Bro, Bohuslän       |       | 58.367254, 11.417870 | 10154001630002 | Ladda upp en bild av detta fornminne      |
| Bro 164:1                            | Röse                             |              | Bro, Bohuslän       |       | 58.368124, 11.414861 | 10154001640001 | Ladda upp en bild av detta fornminne      |
| Bro 165:1                            | Röse                             |              | Bro, Bohuslän       |       | 58.372061, 11.408402 | 10154001650001 | Ladda upp en bild av detta fornminne      |
| Bro 166:1                            | Röse                             |              | Bro, Bohuslän       |       | 58.371060, 11.407947 | 10154001660001 | Ladda upp en bild av detta fornminne      |
| Bro 167:1                            | Röse                             |              | Bro, Bohuslän       |       | 58.369950, 11.421183 | 10154001670001 | Ladda upp en bild av detta fornminne      |
| Bro 169:1                            | Röse                             |              | Bro, Bohuslän       |       | 58.375165, 11.418698 | 10154001690001 | Ladda upp en bild av detta fornminne      |
| Bro 170:1                            | Röse                             |              | Bro, Bohuslän       |       | 58.373634, 11.427754 | 10154001700001 | Ladda upp en bild av detta fornminne      |
| Bro 172:1                            | Röse                             |              | Bro, Bohuslän       |       | 58.386240, 11.433536 | 10154001720001 | Ladda upp en bild av detta fornminne      |
| Kajeberget (Bro 173:1)               | Fornborg                         |              | Bro, Bohuslän       |       | 58.361992, 11.395548 | 10154001730001 | Ladda upp en bild av detta fornminne      |
| Kajeberget (Bro 173:2)               | Stensättning                     |              | Bro, Bohuslän       |       | 58.362450, 11.394511 | 10154001730002 | Ladda upp en bild av detta fornminne      |
| Bro 188:1                            | Röse                             |              | Bro, Bohuslän       |       | 58.397150, 11.418673 | 10154001880001 | Ladda upp en bild av detta fornminne      |
| Bro 201:1                            | Gravfält                         |              | Bro, Bohuslän       |       | 58.433251, 11.523734 | 10154002010001 | Ladda upp en bild av detta fornminne      |
| Bro 202:1                            | Hällristning                     |              | Bro, Bohuslän       |       | 58.433086, 11.522583 | 10154002020001 | Ladda upp en bild av detta fornminne      |
| Bro 203:1                            | Hällristning                     |              | Bro, Bohuslän       |       | 58.433062, 11.520581 | 10154002030001 | Ladda upp en bild av detta fornminne      |
| Bro 203:2                            | Hällristning                     |              | Bro, Bohuslän       |       | 58.433011, 11.520540 | 10154002030002 | Ladda upp en bild av detta fornminne      |
| Bro 205:1                            | Gravfält                         |              | Bro, Bohuslän       |       | 58.432556, 11.531694 | 10154002050001 | Ladda upp en bild av detta fornminne      |
| Bro 206:1                            | Gravfält                         |              | Bro, Bohuslän       |       | 58.437236, 11.536165 | 10154002060001 | Ladda upp en bild av detta fornminne      |
| Bro 207:1                            | Stensättning                     |              | Bro, Bohuslän       |       | 58.433809, 11.548315 | 10154002070001 | Ladda upp en bild av detta fornminne      |
| Bro 207:2                            | Stensättning                     |              | Bro, Bohuslän       |       | 58.434095, 11.548278 | 10154002070002 | Ladda upp en bild av detta fornminne      |
| Bro 209:1                            | Stensättning                     |              | Bro, Bohuslän       |       | 58.438529, 11.558047 | 10154002090001 | Ladda upp en bild av detta fornminne      |
| Bro 210:1                            | Gravfält                         |              | Bro, Bohuslän       |       | 58.434037, 11.562109 | 10154002100001 | Ladda upp en bild av detta fornminne      |
| Bro 212:1                            | Stensättning                     |              | Bro, Bohuslän       |       | 58.411225, 11.459550 | 10154002120001 | Ladda upp en bild av detta fornminne      |
| Bro 215:1                            | Stenkrets                        |              | Bro, Bohuslän       |       | 58.411126, 11.426619 | 10154002150001 | Ladda upp en bild av detta fornminne      |
| Bro 218:1                            | Röse                             |              | Bro, Bohuslän       |       | 58.403936, 11.447272 | 10154002180001 | Ladda upp en bild av detta fornminne      |
| Bro 219:1                            | Stenkrets                        |              | Bro, Bohuslän       |       | 58.408688, 11.444121 | 10154002190001 | Ladda upp en bild av detta fornminne      |
| Långben Reses grav (Bro 249:1)       | Stensättning                     |              | Bro, Bohuslän       |       | 58.458287, 11.518957 | 10154002490001 | Ladda upp en bild av detta fornminne      |
| Bro 252:1                            | Röse                             |              | Bro, Bohuslän       |       | 58.465325, 11.539701 | 10154002520001 | Ladda upp en bild av detta fornminne      |
| Bro 253:1                            | Gravfält                         |              | Bro, Bohuslän       |       | 58.413443, 11.458954 | 10154002530001 | Ladda upp en bild av detta fornminne      |
| Bro 255:1                            | Röse                             |              | Bro, Bohuslän       |       | 58.466315, 11.543467 | 10154002550001 | Ladda upp en bild av detta fornminne      |
| Bro 258:1                            | Röse                             |              | Bro, Bohuslän       |       | 58.467650, 11.553230 | 10154002580001 | Ladda upp en bild av detta fornminne      |
| Bro 258:2                            | Röse                             |              | Bro, Bohuslän       |       | 58.467732, 11.553528 | 10154002580002 | Ladda upp en bild av detta fornminne      |
| Bro 258:3                            | Röse                             |              | Bro, Bohuslän       |       | 58.467809, 11.553415 | 10154002580003 | Ladda upp en bild av detta fornminne      |
| Kibe sten (Bro 259:1)                | Fornborg                         |              | Bro, Bohuslän       |       | 58.465404, 11.547187 | 10154002590001 | Ladda upp en bild av detta fornminne      |
| Bro 263:1                            | Röse                             |              | Bro, Bohuslän       |       | 58.460245, 11.574145 | 10154002630001 | Ladda upp en bild av detta fornminne      |
| Bro 264:1                            | Röse                             |              | Bro, Bohuslän       |       | 58.459501, 11.577535 | 10154002640001 | Ladda upp en bild av detta fornminne      |
| Bro 267:1                            | Röse                             |              | Bro, Bohuslän       |       | 58.451890, 11.575725 | 10154002670001 | Ladda upp en bild av detta fornminne      |
| Bro 268:1                            | Röse                             |              | Bro, Bohuslän       |       | 58.451213, 11.575000 | 10154002680001 | Ladda upp en bild av detta fornminne      |
| Bro 275:1                            | Röse                             |              | Bro, Bohuslän       |       | 58.447991, 11.576996 | 10154002750001 | Ladda upp en bild av detta fornminne      |
| Bro 285:1                            | Hög                              |              | Bro, Bohuslän       |       | 58.476916, 11.568253 | 10154002850001 | Ladda upp en bild av detta fornminne      |
| Bro 286:1                            | Hällristning                     |              | Bro, Bohuslän       |       | 58.480165, 11.567105 | 10154002860001 | Ladda upp en bild av detta fornminne      |
| Bro 288:1                            | Röse                             |              | Bro, Bohuslän       |       | 58.481109, 11.528467 | 10154002880001 | Ladda upp en bild av detta fornminne      |
| Bro 289:1                            | Grav markerad av sten/block      |              | Bro, Bohuslän       |       | 58.446248, 11.576128 | 10154002890001 | Ladda upp en bild av detta fornminne      |
| Bro 289:2                            | Grav markerad av sten/block      |              | Bro, Bohuslän       |       | 58.446466, 11.576203 | 10154002890002 | Ladda upp en bild av detta fornminne      |
| Bro 291:1                            | Röse                             |              | Bro, Bohuslän       |       | 58.484191, 11.539891 | 10154002910001 | Ladda upp en bild av detta fornminne      |
| Bro 292:1                            | Röse                             |              | Bro, Bohuslän       |       | 58.483058, 11.539131 | 10154002920001 | Ladda upp en bild av detta fornminne      |
| Bro 296:1                            | Stensättning                     |              | Bro, Bohuslän       |       | 58.483426, 11.524435 | 10154002960001 | Ladda upp en bild av detta fornminne      |
| Bro 297:1                            | Röse                             |              | Bro, Bohuslän       |       | 58.478579, 11.530073 | 10154002970001 | Ladda upp en bild av detta fornminne      |
| Bro 298:1                            | Gravfält                         |              | Bro, Bohuslän       |       | 58.471646, 11.551628 | 10154002980001 | Ladda upp en bild av detta fornminne      |
| Munkekyrkan (Bro 300:1)              | Stenkrets                        |              | Bro, Bohuslän       |       | 58.467622, 11.471895 | 10154003000001 | Ladda upp en bild av detta fornminne      |
| Bro 306:1                            | Gravfält                         |              | Bro, Bohuslän       |       | 58.463891, 11.478292 | 10154003060001 | Ladda upp en bild av detta fornminne      |
| Bro 319:1                            | Stensättning                     |              | Bro, Bohuslän       |       | 58.480162, 11.550519 | 10154003190001 | Ladda upp en bild av detta fornminne      |
| Bro 323:1                            | Hällristning                     |              | Bro, Bohuslän       |       | 58.482800, 11.553898 | 10154003230001 | Ladda upp en bild av detta fornminne      |
| Bro 324:1                            | Hällristning                     |              | Bro, Bohuslän       |       | 58.478862, 11.553369 | 10154003240001 | Ladda upp en bild av detta fornminne      |
| Bro 324:3                            | Hällristning                     |              | Bro, Bohuslän       |       | 58.478955, 11.553202 | 10154003240003 | Ladda upp en bild av detta fornminne      |
| Bro 324:4                            | Hällristning                     |              | Bro, Bohuslän       |       | 58.479169, 11.552899 | 10154003240004 | Ladda upp en bild av detta fornminne      |
| Bro 325:1                            | Hög                              |              | Bro, Bohuslän       |       | 58.479953, 11.556213 | 10154003250001 | Ladda upp en bild av detta fornminne      |
| Bro 325:2                            | Hällristning                     |              | Bro, Bohuslän       |       | 58.479931, 11.556087 | 10154003250002 | Ladda upp en bild av detta fornminne      |
| Bro 325:3                            | Hög                              |              | Bro, Bohuslän       |       | 58.480038, 11.556339 | 10154003250003 | Ladda upp en bild av detta fornminne      |
| Bro 326:1                            | Hög                              |              | Bro, Bohuslän       |       | 58.478761, 11.554309 | 10154003260001 | Ladda upp en bild av detta fornminne      |
| Bro 328:1                            | Hällristning                     |              | Bro, Bohuslän       |       | 58.472466, 11.552940 | 10154003280001 | Ladda upp en bild av detta fornminne      |
| Bro 329:1                            | Stensättning                     |              | Bro, Bohuslän       |       | 58.472950, 11.552928 | 10154003290001 | Ladda upp en bild av detta fornminne      |
| Bro 329:2                            | Hällristning                     |              | Bro, Bohuslän       |       | 58.472999, 11.552767 | 10154003290002 | Ladda upp en bild av detta fornminne      |
| Bro 330:1                            | Hällristning                     |              | Bro, Bohuslän       |       | 58.477505, 11.554372 | 10154003300001 | Ladda upp en bild av detta fornminne      |
| Bro 331:1                            | Stensättning                     |              | Bro, Bohuslän       |       | 58.469316, 11.548342 | 10154003310001 | Ladda upp en bild av detta fornminne      |
| Bro 333:1                            | Hällristning                     |              | Bro, Bohuslän       |       | 58.460500, 11.529222 | 10154003330001 | Ladda upp en bild av detta fornminne      |
| Bro 333:2                            | Hällristning                     |              | Bro, Bohuslän       |       | 58.460508, 11.529219 | 10154003330002 | Ladda upp en bild av detta fornminne      |
| Bro 333:3                            | Hällristning                     |              | Bro, Bohuslän       |       | 58.460411, 11.529168 | 10154003330003 | Ladda upp en bild av detta fornminne      |
| Bro 333:4                            | Hällristning                     |              | Bro, Bohuslän       |       | 58.460346, 11.529161 | 10154003330004 | Ladda upp en bild av detta fornminne      |
| Bro 333:5                            | Hällristning                     |              | Bro, Bohuslän       |       | 58.460613, 11.529317 | 10154003330005 | Ladda upp en bild av detta fornminne      |
| Bro 334:1                            | Hällristning                     |              | Bro, Bohuslän       |       | 58.461633, 11.529083 | 10154003340001 | Ladda upp en bild av detta fornminne      |
| Bro 334:2                            | Hällristning                     |              | Bro, Bohuslän       |       | 58.461664, 11.528941 | 10154003340002 | Ladda upp en bild av detta fornminne      |
| Bro 334:3                            | Hällristning                     |              | Bro, Bohuslän       |       | 58.461634, 11.529078 | 10154003340003 | Ladda upp en bild av detta fornminne      |
| Bro 334:4                            | Hällristning                     |              | Bro, Bohuslän       |       | 58.461700, 11.529148 | 10154003340004 | Ladda upp en bild av detta fornminne      |
| Bro 334:6                            | Hällristning                     |              | Bro, Bohuslän       |       | 58.461937, 11.528802 | 10154003340006 | Ladda upp en bild av detta fornminne      |
| Bro 334:7                            | Hällristning                     |              | Bro, Bohuslän       |       | 58.461791, 11.528741 | 10154003340007 | Ladda upp en bild av detta fornminne      |
| Bro 336:1                            | Hällristning                     |              | Bro, Bohuslän       |       | 58.462391, 11.528176 | 10154003360001 | Ladda upp en bild av detta fornminne      |
| Bro 336:2                            | Hällristning                     |              | Bro, Bohuslän       |       | 58.462321, 11.528237 | 10154003360002 | Ladda upp en bild av detta fornminne      |
| Bro 337:1                            | Hällristning                     |              | Bro, Bohuslän       |       | 58.461062, 11.522168 | 10154003370001 | Ladda upp en bild av detta fornminne      |
| Bro 338:1                            | Stensättning                     |              | Bro, Bohuslän       |       | 58.457037, 11.520413 | 10154003380001 | Ladda upp en bild av detta fornminne      |
| Bro 341:1                            | Hällristning                     |              | Bro, Bohuslän       |       | 58.453564, 11.507908 | 10154003410001 | Ladda upp en bild av detta fornminne      |
| Bro 342:1                            | Hällristning                     |              | Bro, Bohuslän       |       | 58.452076, 11.499969 | 10154003420001 | Ladda upp en bild av detta fornminne      |
| Bro 342:2                            | Hällristning                     |              | Bro, Bohuslän       |       | 58.452076, 11.499969 | 10154003420002 | Ladda upp en bild av detta fornminne      |
| Bro 343:1                            | Hällristning                     |              | Bro, Bohuslän       |       | 58.451850, 11.501192 | 10154003430001 | Ladda upp en bild av detta fornminne      |
| Bro 344:1                            | Stensättning                     |              | Bro, Bohuslän       |       | 58.449152, 11.496598 | 10154003440001 | Ladda upp en bild av detta fornminne      |
| Bro 344:2                            | Hög                              |              | Bro, Bohuslän       |       | 58.449370, 11.496662 | 10154003440002 | Ladda upp en bild av detta fornminne      |
| Bro 344:3                            | Hällristning                     |              | Bro, Bohuslän       |       | 58.449350, 11.496287 | 10154003440003 | Ladda upp en bild av detta fornminne      |
| Bro 345:1                            | Röse                             |              | Bro, Bohuslän       |       | 58.442177, 11.488008 | 10154003450001 | Ladda upp en bild av detta fornminne      |
| Bro 347:1                            | Hög                              |              | Bro, Bohuslän       |       | 58.430647, 11.475446 | 10154003470001 | Ladda upp en bild av detta fornminne      |
| Bro 348:1                            | Stensättning                     |              | Bro, Bohuslän       |       | 58.432963, 11.474960 | 10154003480001 | Ladda upp en bild av detta fornminne      |
| Bro 349:1                            | Hög                              |              | Bro, Bohuslän       |       | 58.421458, 11.467736 | 10154003490001 | Ladda upp en bild av detta fornminne      |
| Bro 349:2                            | Stensättning                     |              | Bro, Bohuslän       |       | 58.421396, 11.467504 | 10154003490002 | Ladda upp en bild av detta fornminne      |
| Bro 349:3                            | Stensättning                     |              | Bro, Bohuslän       |       | 58.421432, 11.467225 | 10154003490003 | Ladda upp en bild av detta fornminne      |
| Bro 350:1                            | Gravfält                         |              | Bro, Bohuslän       |       | 58.420340, 11.467216 | 10154003500001 | Ladda upp en bild av detta fornminne      |
| Bro 351:1                            | Hög                              |              | Bro, Bohuslän       |       | 58.413963, 11.455429 | 10154003510001 | Ladda upp en bild av detta fornminne      |
| Bro 351:2                            | Hög                              |              | Bro, Bohuslän       |       | 58.413889, 11.456314 | 10154003510002 | Ladda upp en bild av detta fornminne      |
| Bro 351:3                            | Stensättning                     |              | Bro, Bohuslän       |       | 58.413911, 11.454785 | 10154003510003 | Ladda upp en bild av detta fornminne      |
| Bro 352:1                            | Hög                              |              | Bro, Bohuslän       |       | 58.407860, 11.457640 | 10154003520001 | Ladda upp en bild av detta fornminne      |
| Bro 352:2                            | Hög                              |              | Bro, Bohuslän       |       | 58.407990, 11.457741 | 10154003520002 | Ladda upp en bild av detta fornminne      |
| Bro 354:1                            | Röse                             |              | Bro, Bohuslän       |       | 58.484591, 11.532059 | 10154003540001 | Ladda upp en bild av detta fornminne      |
| Bro 357:1                            | Hällmålning                      |              | Bro, Bohuslän       |       | 58.455527, 11.469378 | 10154003570001 | Ladda upp en bild av detta fornminne      |
| Bro 358:1                            | Hällmålning                      |              | Bro, Bohuslän       |       | 58.458851, 11.498319 | 10154003580001 | Ladda upp en bild av detta fornminne      |
| Bro 358:2                            | Hällmålning                      |              | Bro, Bohuslän       |       | 58.458829, 11.498493 | 10154003580002 | Ladda upp en bild av detta fornminne      |
| Bro 359:1                            | Hög                              |              | Bro, Bohuslän       |       | 58.472302, 11.559399 | 10154003590001 | Ladda upp en bild av detta fornminne      |
| Bro 364:1                            | Hällristning                     |              | Bro, Bohuslän       |       | 58.434590, 11.480174 | 10154003640001 | Ladda upp en bild av detta fornminne      |
| Bro 371:1                            | Gravfält                         |              | Bro, Bohuslän       |       | 58.471054, 11.525885 | 10154003710001 | Ladda upp en bild av detta fornminne      |
| Bro 375:1                            | Fiskeläge                        |              | Bro, Bohuslän       |       | 58.341367, 11.365071 | 10154003750001 | Ladda upp en bild av detta fornminne      |
| Bro 378:1                            | Fiskeläge                        |              | Bro, Bohuslän       |       | 58.343491, 11.367579 | 10154003780001 | Ladda upp en bild av detta fornminne      |
| Bro 380:1                            | Fiskeläge                        |              | Bro, Bohuslän       |       | 58.338707, 11.371708 | 10154003800001 | Ladda upp en bild av detta fornminne      |
| Bro 385:1                            | Fiskeläge                        |              | Bro, Bohuslän       |       | 58.343912, 11.370318 | 10154003850001 | Ladda upp en bild av detta fornminne      |
| Bro 386:1                            | Fiskeläge                        |              | Bro, Bohuslän       |       | 58.344976, 11.370170 | 10154003860001 | Ladda upp en bild av detta fornminne      |
| Bro 387:1                            | Fiskeläge                        |              | Bro, Bohuslän       |       | 58.345517, 11.371032 | 10154003870001 | Ladda upp en bild av detta fornminne      |
| Bro 403:1                            | Stensättning                     |              | Bro, Bohuslän       |       | 58.349800, 11.379360 | 10154004030001 | Ladda upp en bild av detta fornminne      |
| Bro 404:1                            | Röse                             |              | Bro, Bohuslän       |       | 58.350512, 11.378311 | 10154004040001 | Ladda upp en bild av detta fornminne      |
| Bro 404:2                            | Röse                             |              | Bro, Bohuslän       |       | 58.350325, 11.378356 | 10154004040002 | Ladda upp en bild av detta fornminne      |
| Bro 410:1                            | Hög                              |              | Bro, Bohuslän       |       | 58.441441, 11.509536 | 10154004100001 | Ladda upp en bild av detta fornminne      |
| Bro 412:1                            | Röse                             |              | Bro, Bohuslän       |       | 58.453969, 11.487914 | 10154004120001 | Ladda upp en bild av detta fornminne      |
| Bro 417:1                            | Stensättning                     |              | Bro, Bohuslän       |       | 58.438358, 11.451588 | 10154004170001 | Ladda upp en bild av detta fornminne      |
| Bro 424:1                            | Stensättning                     |              | Bro, Bohuslän       |       | 58.448530, 11.502969 | 10154004240001 | Ladda upp en bild av detta fornminne      |
| Bro 439:1                            | Hällristning                     |              | Bro, Bohuslän       |       | 58.435903, 11.518465 | 10154004390001 | Ladda upp en bild av detta fornminne      |
| Bro 446:1                            | Stensättning                     |              | Bro, Bohuslän       |       | 58.383303, 11.395429 | 10154004460001 | Ladda upp en bild av detta fornminne      |
| Bro 449:1                            | Röse                             |              | Bro, Bohuslän       |       | 58.375753, 11.392447 | 10154004490001 | Ladda upp en bild av detta fornminne      |
| Bro 495:1                            | Stensättning                     |              | Bro, Bohuslän       |       | 58.462515, 11.568397 | 10154004950001 | Ladda upp en bild av detta fornminne      |
| Bro 496:1                            | Gravfält                         |              | Bro, Bohuslän       |       | 58.465278, 11.557830 | 10154004960001 | Ladda upp en bild av detta fornminne      |
| Bro 497:3                            | Stensättning                     |              | Bro, Bohuslän       |       | 58.446595, 11.576786 | 10154004970003 | Ladda upp en bild av detta fornminne      |
| Bro 503:1                            | Gravfält                         |              | Bro, Bohuslän       |       | 58.480425, 11.553322 | 10154005030001 | Ladda upp en bild av detta fornminne      |
| Bro 507:1                            | Röse                             |              | Bro, Bohuslän       |       | 58.404362, 11.448534 | 10154005070001 | Ladda upp en bild av detta fornminne      |
| Bro 508:1                            | Hällristning                     |              | Bro, Bohuslän       |       | 58.432751, 11.478192 | 10154005080001 | Ladda upp en bild av detta fornminne      |
| Bro 508:2                            | Hällristning                     |              | Bro, Bohuslän       |       | 58.432595, 11.478639 | 10154005080002 | Ladda upp en bild av detta fornminne      |
| Bro 508:3                            | Hällristning                     |              | Bro, Bohuslän       |       | 58.432480, 11.478688 | 10154005080003 | Ladda upp en bild av detta fornminne      |
| Bro 509:1                            | Hällristning                     |              | Bro, Bohuslän       |       | 58.431936, 11.476973 | 10154005090001 | Ladda upp en bild av detta fornminne      |
| Bro 520:1                            | Stensättning                     |              | Bro, Bohuslän       |       | 58.478355, 11.548748 | 10154005200001 | Ladda upp en bild av detta fornminne      |
| Bro 531:1                            | Stensättning                     |              | Bro, Bohuslän       |       | 58.456813, 11.472332 | 10154005310001 | Ladda upp en bild av detta fornminne      |
| Bro 541:1                            | Stensättning                     |              | Bro, Bohuslän       |       | 58.487483, 11.552664 | 10154005410001 | Ladda upp en bild av detta fornminne      |
| Bro 550:1                            | Hög                              |              | Bro, Bohuslän       |       | 58.472586, 11.552049 | 10154005500001 | Ladda upp en bild av detta fornminne      |
| Bro 598:1                            | Hällmålning                      |              | Bro, Bohuslän       |       | 58.429275, 11.467328 | 10154005980001 | Ladda upp en bild av detta fornminne      |
| Bro 600:1                            | Hällristning                     |              | Bro, Bohuslän       |       | 58.397026, 11.445952 | 10154006000001 | Ladda upp en bild av detta fornminne      |
| Bro 607:1                            | Hällristning                     |              | Bro, Bohuslän       |       | 58.480564, 11.556027 | 10154006070001 | Ladda upp en bild av detta fornminne      |
| Bro 607:2                            | Hällristning                     |              | Bro, Bohuslän       |       | 58.480628, 11.555808 | 10154006070002 | Ladda upp en bild av detta fornminne      |
| Bro 607:3                            | Hällristning                     |              | Bro, Bohuslän       |       | 58.480586, 11.555723 | 10154006070003 | Ladda upp en bild av detta fornminne      |
| Bro 608:1                            | Hällristning                     |              | Bro, Bohuslän       |       | 58.479540, 11.555718 | 10154006080001 | Ladda upp en bild av detta fornminne      |
| Bro 609:1                            | Hällristning                     |              | Bro, Bohuslän       |       | 58.475330, 11.554606 | 10154006090001 | Ladda upp en bild av detta fornminne      |
| Bro 610:1                            | Hällristning                     |              | Bro, Bohuslän       |       | 58.474510, 11.552311 | 10154006100001 | Ladda upp en bild av detta fornminne      |
| Bro 611:1                            | Hällristning                     |              | Bro, Bohuslän       |       | 58.468570, 11.561074 | 10154006110001 | Ladda upp en bild av detta fornminne      |
| Bro 612:1                            | Hällristning                     |              | Bro, Bohuslän       |       | 58.469311, 11.558676 | 10154006120001 | Ladda upp en bild av detta fornminne      |
| Bro 613:1                            | Hällristning                     |              | Bro, Bohuslän       |       | 58.471314, 11.558155 | 10154006130001 | Ladda upp en bild av detta fornminne      |
| Bro 614:1                            | Hällristning                     |              | Bro, Bohuslän       |       | 58.461790, 11.527723 | 10154006140001 | Ladda upp en bild av detta fornminne      |
| Bro 615:1                            | Hällristning                     |              | Bro, Bohuslän       |       | 58.461303, 11.524899 | 10154006150001 | Ladda upp en bild av detta fornminne      |
| Bro 615:2                            | Hällristning                     |              | Bro, Bohuslän       |       | 58.461322, 11.524915 | 10154006150002 | Ladda upp en bild av detta fornminne      |
| Bro 616:1                            | Hällristning                     |              | Bro, Bohuslän       |       | 58.430450, 11.476643 | 10154006160001 | Ladda upp en bild av detta fornminne      |
| Bro 617:1                            | Hällristning                     |              | Bro, Bohuslän       |       | 58.433513, 11.478645 | 10154006170001 | Ladda upp en bild av detta fornminne      |
| Bro 618:1                            | Hällristning                     |              | Bro, Bohuslän       |       | 58.434046, 11.485265 | 10154006180001 | Ladda upp en bild av detta fornminne      |
| Bro 618:2                            | Hällristning                     |              | Bro, Bohuslän       |       | 58.433996, 11.485230 | 10154006180002 | Ladda upp en bild av detta fornminne      |
| Bro 619:1                            | Hällristning                     |              | Bro, Bohuslän       |       | 58.434370, 11.486305 | 10154006190001 | Ladda upp en bild av detta fornminne      |
| Bro 620:1                            | Hällristning                     |              | Bro, Bohuslän       |       | 58.429626, 11.473078 | 10154006200001 | Ladda upp en bild av detta fornminne      |
| Bro 621:1                            | Hällristning                     |              | Bro, Bohuslän       |       | 58.428920, 11.471914 | 10154006210001 | Ladda upp en bild av detta fornminne      |
| Bro 622:1                            | Hällristning                     |              | Bro, Bohuslän       |       | 58.428667, 11.472968 | 10154006220001 | Ladda upp en bild av detta fornminne      |
| Bro 622:2                            | Hällristning                     |              | Bro, Bohuslän       |       | 58.428602, 11.472845 | 10154006220002 | Ladda upp en bild av detta fornminne      |
| Bro 623:1                            | Hällristning                     |              | Bro, Bohuslän       |       | 58.419831, 11.459679 | 10154006230001 | Ladda upp en bild av detta fornminne      |
| Bro 625:1                            | Hällristning                     |              | Bro, Bohuslän       |       | 58.450841, 11.497541 | 10154006250001 | Ladda upp en bild av detta fornminne      |
| Bro 626:1                            | Hällristning                     |              | Bro, Bohuslän       |       | 58.451135, 11.500682 | 10154006260001 | Ladda upp en bild av detta fornminne      |
| Bro 627:1                            | Hällristning                     |              | Bro, Bohuslän       |       | 58.400345, 11.439682 | 10154006270001 | Ladda upp en bild av detta fornminne      |
| Bro 631:1                            | Hällristning                     |              | Bro, Bohuslän       |       | 58.423630, 11.467568 | 10154006310001 | Ladda upp en bild av detta fornminne      |
| Bro 634:1                            | Hällristning                     |              | Bro, Bohuslän       |       | 58.396947, 11.438464 | 10154006340001 | Ladda upp en bild av detta fornminne      |
| Bro 635:1                            | Hällristning                     |              | Bro, Bohuslän       |       | 58.398227, 11.438878 | 10154006350001 | Ladda upp en bild av detta fornminne      |
| Bro 635:2                            | Hällristning                     |              | Bro, Bohuslän       |       | 58.398309, 11.438788 | 10154006350002 | Ladda upp en bild av detta fornminne      |
| Bro 636:1                            | Hällristning                     |              | Bro, Bohuslän       |       | 58.400687, 11.454717 | 10154006360001 | Ladda upp en bild av detta fornminne      |
| Bro 637:1                            | Hällristning                     |              | Bro, Bohuslän       |       | 58.408828, 11.466555 | 10154006370001 | Ladda upp en bild av detta fornminne      |
| Bro 638:1                            | Hällristning                     |              | Bro, Bohuslän       |       | 58.432524, 11.524095 | 10154006380001 | Ladda upp en bild av detta fornminne      |
| Bro 639:2                            | Hällristning                     |              | Bro, Bohuslän       |       | 58.432593, 11.522915 | 10154006390002 | Ladda upp en bild av detta fornminne      |
| Bro 640:1                            | Hällristning                     |              | Bro, Bohuslän       |       | 58.432537, 11.521607 | 10154006400001 | Ladda upp en bild av detta fornminne      |
| Bro 643:1                            | Hällristning                     |              | Bro, Bohuslän       |       | 58.434427, 11.516885 | 10154006430001 | Ladda upp en bild av detta fornminne      |
| Bro 645:1                            | Hällristning                     |              | Bro, Bohuslän       |       | 58.435674, 11.530900 | 10154006450001 | Ladda upp en bild av detta fornminne      |
| Bro 651:1                            | Hällristning                     |              | Bro, Bohuslän       |       | 58.430408, 11.487502 | 10154006510001 | Ladda upp en bild av detta fornminne      |
| Bro 678                              | Hällristning                     |              | Bro, Bohuslän       |       | 58.436118, 11.478305 | 12000000005522 | Ladda upp en bild av detta fornminne      |
| Bro 679                              | Hällristning                     |              | Bro, Bohuslän       |       | 58.436143, 11.478842 | 12000000005528 | Ladda upp en bild av detta fornminne      |
| Bro 680                              | Hällristning                     |              | Bro, Bohuslän       |       | 58.431653, 11.481543 | 12000000005551 | Ladda upp en bild av detta fornminne      |
| Bro 681                              | Hällristning                     |              | Bro, Bohuslän       |       | 58.446824, 11.564669 | 12000000005605 | Ladda upp en bild av detta fornminne      |
| Bro 682                              | Hällristning                     |              | Bro, Bohuslän       |       | 58.445686, 11.561699 | 12000000005607 | Ladda upp en bild av detta fornminne      |
| Bro 683                              | Hällristning                     |              | Bro, Bohuslän       |       | 58.445884, 11.558679 | 12000000005609 | Ladda upp en bild av detta fornminne      |
| Bro 684                              | Hällristning                     |              | Bro, Bohuslän       |       | 58.413563, 11.462211 | 12000000005611 | Ladda upp en bild av detta fornminne      |
| Bro 685                              | Hällristning                     |              | Bro, Bohuslän       |       | 58.412198, 11.427598 | 12000000005613 | Ladda upp en bild av detta fornminne      |
| Bro 686                              | Hällristning                     |              | Bro, Bohuslän       |       | 58.430624, 11.477666 | 12000000006399 | Ladda upp en bild av detta fornminne      |
| Bro 687                              | Hällristning                     |              | Bro, Bohuslän       |       | 58.431195, 11.478529 | 12000000006470 | Ladda upp en bild av detta fornminne      |
| Bro 688                              | Hällristning                     |              | Bro, Bohuslän       |       | 58.431247, 11.478236 | 12000000006472 | Ladda upp en bild av detta fornminne      |
| Bro 689                              | Hällristning                     |              | Bro, Bohuslän       |       | 58.431500, 11.478329 | 12000000006476 | Ladda upp en bild av detta fornminne      |
| Bro 690                              | Hällristning                     |              | Bro, Bohuslän       |       | 58.431501, 11.478544 | 12000000006478 | Ladda upp en bild av detta fornminne      |
| Bro 691                              | Hällristning                     |              | Bro, Bohuslän       |       | 58.431349, 11.484930 | 12000000006990 | Ladda upp en bild av detta fornminne      |
| Bro 692                              | Hällristning                     |              | Bro, Bohuslän       |       | 58.451360, 11.542293 | 12000000012409 | Ladda upp en bild av detta fornminne      |
| Bro 693                              | Hällristning                     |              | Bro, Bohuslän       |       | 58.440237, 11.543121 | 12000000012411 | Ladda upp en bild av detta fornminne      |
| Bro 694                              | Hällristning                     |              | Bro, Bohuslän       |       | 58.416977, 11.467740 | 12000000012446 | Ladda upp en bild av detta fornminne      |
| Bro 696                              | Hällristning                     |              | Bro, Bohuslän       |       | 58.482690, 11.553827 | 12000000036452 | Ladda upp en bild av detta fornminne      |
| Bro 697                              | Hällristning                     |              | Bro, Bohuslän       |       | 58.481896, 11.554034 | 12000000036454 | Ladda upp en bild av detta fornminne      |
| Bro 698                              | Hällristning                     |              | Bro, Bohuslän       |       | 58.480959, 11.544689 | 12000000036459 | Ladda upp en bild av detta fornminne      |
| Bro 699                              | Hällristning                     |              | Bro, Bohuslän       |       | 58.479206, 11.541723 | 12000000036644 | Ladda upp en bild av detta fornminne      |
| Bro 700                              | Hällristning                     |              | Bro, Bohuslän       |       | 58.484319, 11.552775 | 12000000036646 | Ladda upp en bild av detta fornminne      |
| Bro 701                              | Hällristning                     |              | Bro, Bohuslän       |       | 58.480107, 11.540702 | 12000000036648 | Ladda upp en bild av detta fornminne      |
| Bro 702                              | Hällristning                     |              | Bro, Bohuslän       |       | 58.480173, 11.541272 | 12000000036650 | Ladda upp en bild av detta fornminne      |
| Bro 703                              | Hällristning                     |              | Bro, Bohuslän       |       | 58.480535, 11.556084 | 12000000036747 | Ladda upp en bild av detta fornminne      |
| Bro 704                              | Hällristning                     |              | Bro, Bohuslän       |       | 58.482549, 11.553148 | 12000000036784 | Ladda upp en bild av detta fornminne      |
| Bro 705                              | Hällristning                     |              | Bro, Bohuslän       |       | 58.482458, 11.553044 | 12000000036786 | Ladda upp en bild av detta fornminne      |
| Bro 706                              | Hällristning                     |              | Bro, Bohuslän       |       | 58.482441, 11.553240 | 12000000036788 | Ladda upp en bild av detta fornminne      |
| Bro 707                              | Hällristning                     |              | Bro, Bohuslän       |       | 58.434593, 11.486963 | 12000000041252 | Ladda upp en bild av detta fornminne      |
| Bro 708                              | Hällristning                     |              | Bro, Bohuslän       |       | 58.419029, 11.461395 | 12000000041360 | Ladda upp en bild av detta fornminne      |
| Bro 718                              | Hällristning                     |              | Bro, Bohuslän       |       | 58.472713, 11.566738 | 12000000079125 | Ladda upp en bild av detta fornminne      |
| Bro 719                              | Hällristning                     |              | Bro, Bohuslän       |       | 58.460770, 11.529288 | 12000000079127 | Ladda upp en bild av detta fornminne      |
| Bro 720                              | Hällristning                     |              | Bro, Bohuslän       |       | 58.478909, 11.553289 | 12000000079129 | Ladda upp en bild av detta fornminne      |
| Bro 721                              | Hällristning                     |              | Bro, Bohuslän       |       | 58.450741, 11.498773 | 12000000079131 | Ladda upp en bild av detta fornminne      |
| Bro 737                              | Hällristning                     |              | Bro, Bohuslän       |       | 58.432418, 11.478660 | 12000000106573 | Ladda upp en bild av detta fornminne      |
| Bro 738                              | Hällristning                     |              | Bro, Bohuslän       |       | 58.432029, 11.485238 | 12000000106575 | Ladda upp en bild av detta fornminne      |